# Континентальний американський вододіл

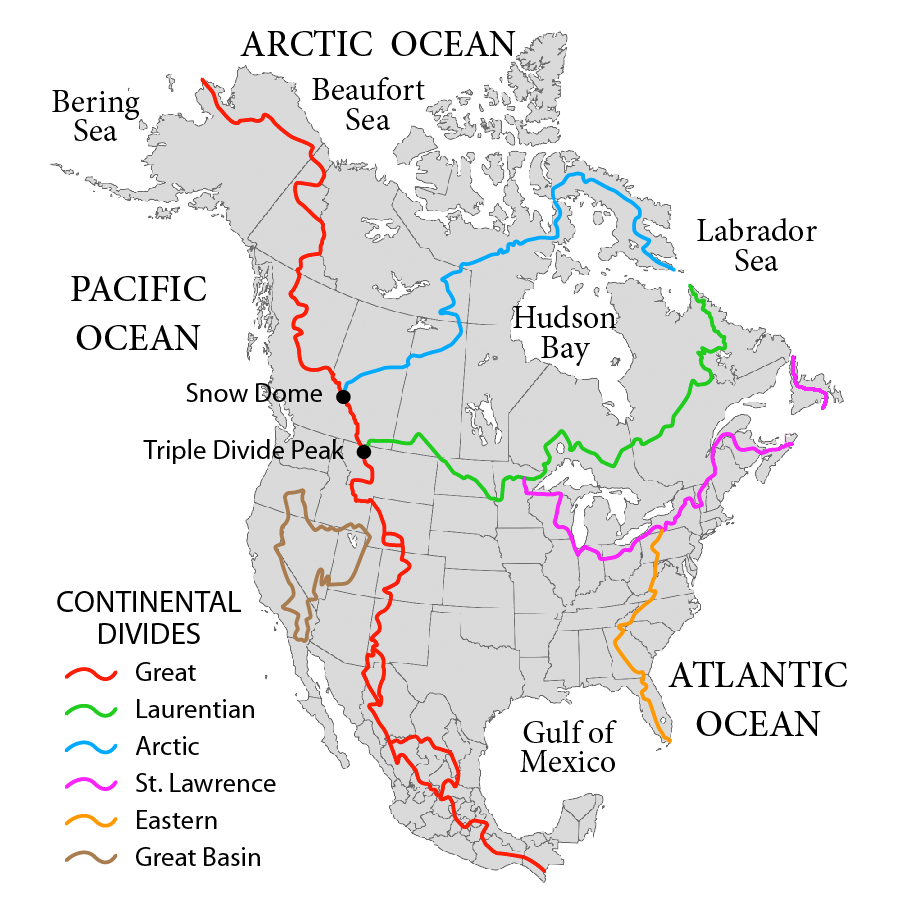
Мапа головного вододілу Північної Америки. Континентальний вододіл показано червоним. Є три безстічні області вздовж вододілу. З півночі на південь — Басейн великого вододілу (Great Divide Basin), басейн Гузмана (Guzmán Basin) та Котловина Мапімі (Bolsón de Mapimí).

Континента́льний америка́нський вододі́л (англ. Continental Divide of the Americas, Continental Gulf of Division, Great Divide — «Континентальний вододіл Америки», «Великий вододіл») — назва головного та найбільшого вододілу Північної Америки, що розділяє басейни річок, які впадають до Тихого океану від басейнів річок, що впадають до Атлантичного та Північного Льодовитого океанів.
Існує багато вододілів у Північній Америці, однак Великий вододіл є найбільш відомим, тому що він проходить лінією піків Скелястих гір та Андів і є набагато вищим за інші вододіли.

## Географія

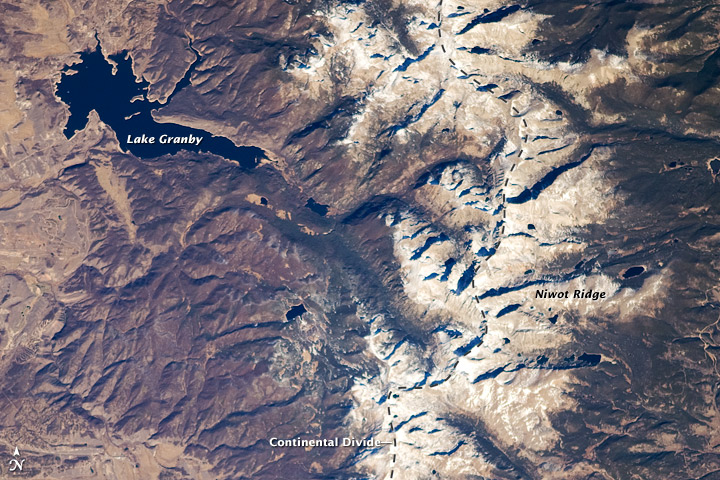
Континентальний вододіл на Передовому хребті Скелястих гір на північному центрі Колорадо. Знімок зроблено з МКС 28 жовтня 2008 року

Континентальний вододіл починається від мису Принца Уельського на Алясці, що є найзахіднішою точкою континентальної Америки. Вододіл перетинає північну Аляску по Юкону, потім зигзагоподібно повертає на південь до Британської Колумбії через гори Кас'яр та Омінека, потім північніше плато Нечако (англ. Nechako Plateau) до озера Самміт (англ. Summit Lake), північніше міста Принс-Джордж та на південь від поселення озера МакЛеод. Звідти вододіл прямує до плато Макгрегор, прямуючи хребтом Канадських скелястих гір південно-східніше 120-го західного меридіану, формуючи кордон між південною Британською Колумбією та південною Альбертою.